# Théâtre National de Strasbourg
El Teatre Nacional d'Estrasburg (TNS) es va crear l'octubre de 1968 a Estrasburg, i té com a origen el Centre Dramàtic de l'Est, creat el 1946.
És un dels cinc teatres nacionals francesos, amb la Comédie Française, el Teatre Odeon d'Europa, el Teatre Nacional del Turó i el Teatre Nacional de Chaillot, i l'únic que es troba fora de Paris.
A banda de la programació teatral, és la seu de l'Escola Superior d'Art Dramàtic d'Estrasburg.
El TNS ocupa la part frontal de l'antic Palais de la diète d'Alsace-Lorraine. Aquest edifici va ser originàriament construït per acollir l'assemblea legislativa del Parlament regional d'Alsàcia-Lorena, quan aquest territori va quedar sota control alemany amb el Tractat de Frankfurt de 1871. El 1919, després de la Primera Guerra Mundial, quan Alsàcia-Lorena va retornar a França, el govern francès va oferir l'edifici a la ciutat d'Estrasburg.

## Sales
El TNS té quatre sales. Dues d'elles situades sobre l'Avenue de la Marseillaise:
- Sala Bernard-Marie Koltès (470 o 600 seients, segons la distribució)
- Sala Hubert Gignoux (sala modular amb 200 seients)

I altres dues a l'Espace de Klaus Michael Grüber, situat al carrer Jacques-Kablé:
- Le Studio (120 seients aproximadament)
- Le Hall (250 seients, segons la distribució)

La institució també disposa d'un centre de documentació que recopila els arxius de teatre des de 1947, així com un fons documental per a les arts escèniques, obert al públic.